# 在妙镇
在妙镇，是中华人民共和国广西壮族自治区防城港市上思县下辖的一个乡镇级行政单位。

## 行政区划
在妙镇下辖以下地区：
在妙村、驮从村、那苗村、平良村、屯隆村、有生村、更所村、板龙村、佛子村、板文村和联合村。